# Drin

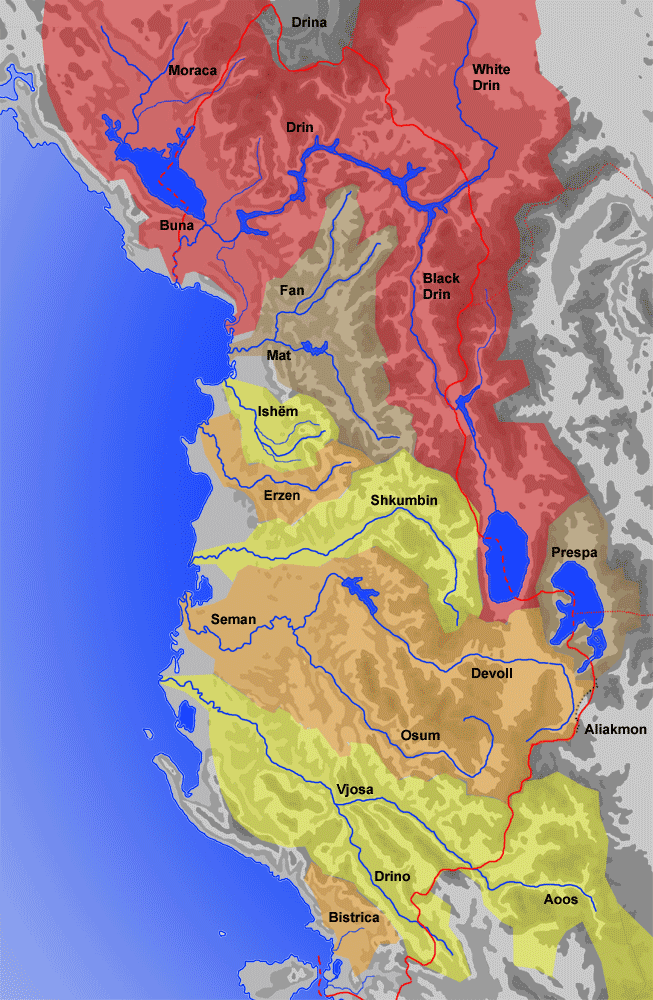
Il bacino idrografico del fiume Drin, rappresentato in rosso

Il Drin (in albanese: Drini; in macedone e serbo: Дрим, Drim) è un fiume che attraversa la parte centrale della penisola balcanica.
Lungo 335 km ha una portata media di 352 m³/s. Il bacino ha una superficie di 11.756 km² che comprende gran parte del nord-est dell'Albania, la parte occidentale della Macedonia del Nord e la parte sud-occidentale del Kosovo. 

## Drin Nero
Il Drin Nero (in macedone: Црн Дрим/Crn Drim, in albanese: Drini i zi) nasce dal lago di Ocrida (Ohrid). Nel punto in cui esce dal lago, ad un'altitudine di 695 m s.l.m. sorge la città macedone di Struga. Il fiume scorre per 149 km verso nord attraversando un territorio montuoso; a ovest di Debar (Dibra) delimita per alcuni km il confine con l'Albania per poi entrare nel territorio albanese. Poco prima del confine si trova la diga che forma il Debarsko Ezero (lago di Debar). Il fiume prosegue in Albania in direzione nord attraversando le impervie montagne del paese.

## Drin Bianco
Il Drin Bianco (in albanese: Drini i bardhë), nasce a nord della città di Peć in Kosovo. Il bacino comprende la parte occidentale della provincia, la cosiddetta pianura di Dukagjin, ossia la Metochia. Il suo corso è fondamentalmente orientato verso sud attraversando strette vallate. Lungo 134 km è il più lungo fiume del Kosovo. A ovest della città di Prizren entra in territorio albanese.

## La confluenza dei due fiumi
Presso la città albanese di Kukës il Drin Nero e il Drin Bianco si uniscono. Nell'attraversamento delle Alpi Albanesi il fiume è soggetto a numerosi sbarramenti: nell'alto corso dà luogo al lago di Fierza (Liqeni i Fierzës, 72,5 km² profondo fino a 128 m) cui segue il lago di Koman (Liqeni i Komanit), attraversato da un traghetto. La diga di Vau-Deja, che forma il Liqen i Vaut të Dejës (24,7 km²), si trova sul versante occidentale della catena montuosa.

## La biforcazione

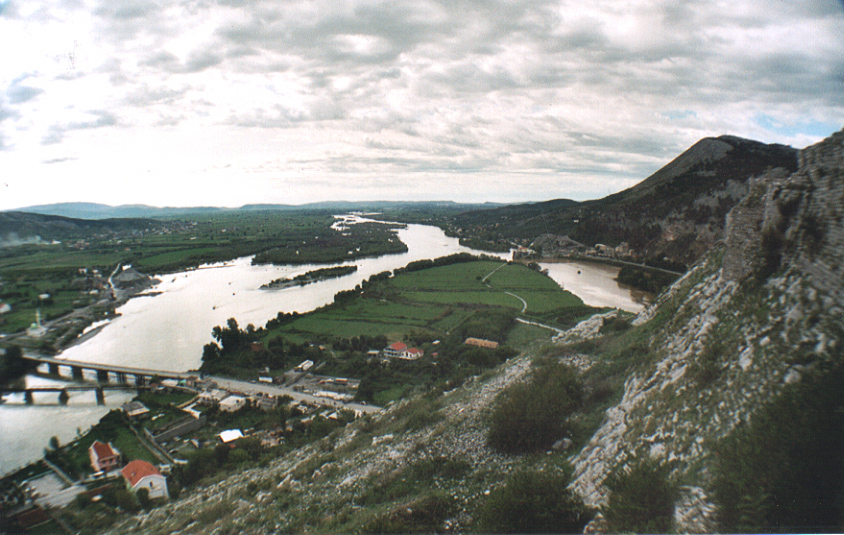
L'unione dei fiumi Drin e Boiana

Poco dopo la diga, nella zona pianeggiante a ridosso della costa del nord dell'Albania, il corso del fiume si biforca. Gli smottamenti del terreno avvenuti nel 1858 crearono un secondo letto del fiume: un piccolo ramo (Drini i Lezhës), un tempo il corso principale, si dirige verso sud, poco a ovest della città di Alessio attraversa delle colline e sfocia nel Golfo del Drin.
Il ramo principale del fiume (chiamato Grande Drin, Drini i Madh) scorre verso ovest, attraversa la città di Scutari e, nei pressi del castello di Rozafa, confluisce nel fiume Boiana che esce dal lago di Scutari. Il fiume Boiana costituisce per un lungo tratto il confine tra l'Albania e il Montenegro e sfocia nell'Adriatico dopo circa 32 km. L'estuario è situato nel Golfo del Drin, circa 20 km a nord-ovest del ramo meridionale.